# Bom Princípio do Piauí
Bom Princípio do Piauí là một đô thị thuộc bang Piauí, Brasil. Đô thị này có diện tích 521,571 km², dân số năm 2007 là 5273 người, mật độ 10,11 người/km².